# Prionolabis uncinata
Prionolabis uncinata är en tvåvingeart som först beskrevs av Alexander 1954.  Prionolabis uncinata ingår i släktet Prionolabis och familjen småharkrankar. Inga underarter finns listade i Catalogue of Life.